# Amiralitetsgråfågel
Amiralitetsgråfågel (Edolisoma admiralitatis) är en fågel i familjen gråfåglar inom ordningen tättingar.

## Utbredning och systematik
Arten förekommer endast på ön Manus i Amiralitetsöarna. Tidigare behandlades den som underart till Edolisoma tenuirostre.

## Status
IUCN erkänner den inte som art, varför den inte placeras i någon hotkategori.